# Andrea Schomburg

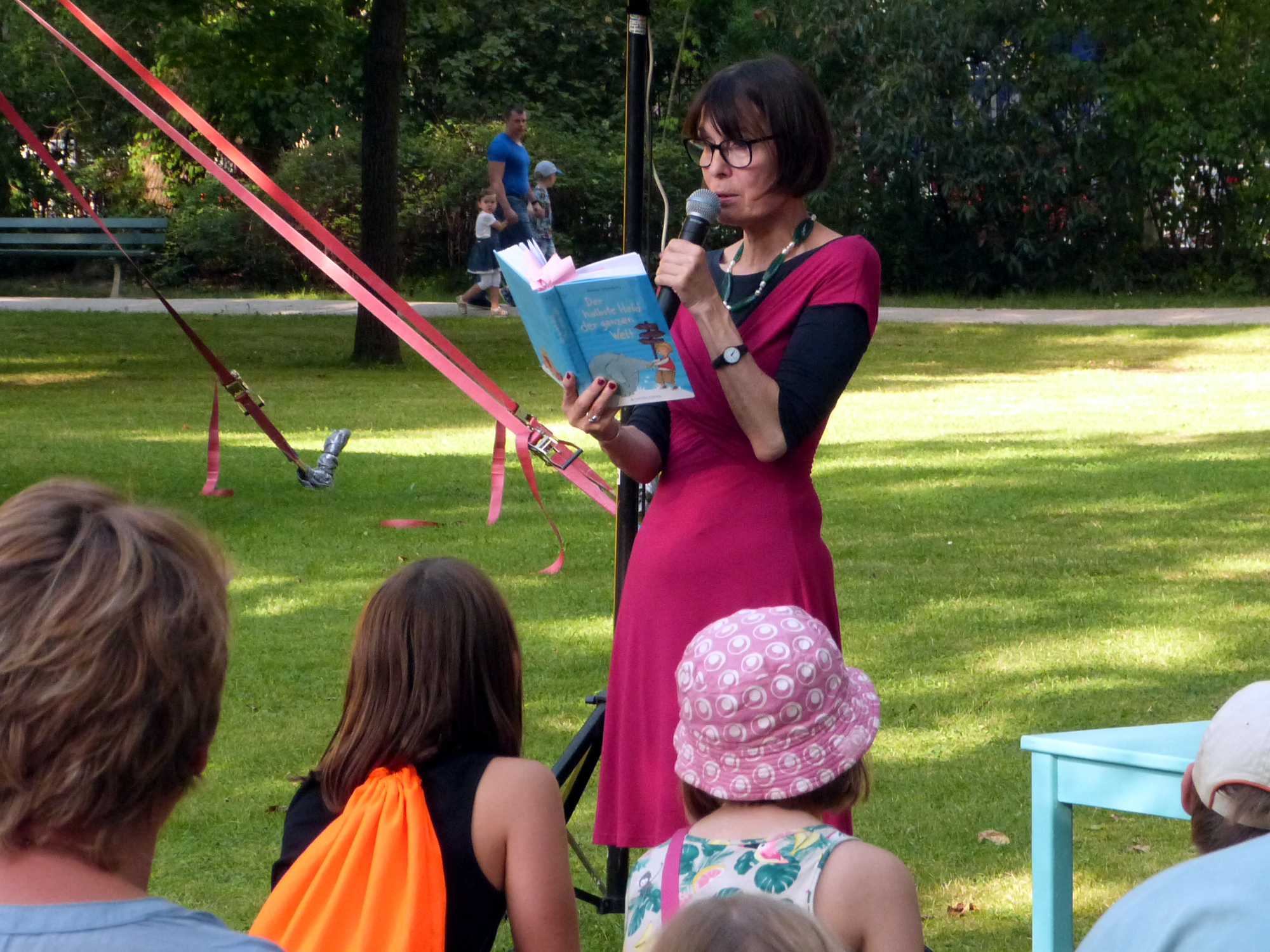
Andrea Schomburg intervenant au festival de littérature Erlanger Poetenfest en 2017

Andrea Schomburg (née en 1955 au Caire) est une poétesse, artiste de cabaret et autrice de livres pour enfants allemande. 

## Biographie
Andrea Schomburg a grandi en Rhénanie. Elle a étudié l'enseignement aux universités de Cologne et d'Aix-la-Chapelle, puis a enseigné au lycée. 
Elle est apparue pour la première fois en 2003 en tant qu'artiste de cabaret avec son propre programme. Son premier recueil de poèmes a été publié en 2007. Depuis 2012, elle enseigne les textes et les techniques de théâtre à l'université de Lunebourg (de). En 2014, elle a publié son premier livre pour enfants.
Elle vit à Berlin et à Hambourg. 

## Sélection de travaux
- Der halbste Held der ganzen Welt, mit Illustrationen von Betina Gotzen-Beek. Frankfurt am Main : Fischer Sauerländer, 2017,  (ISBN 978-3-7373-5359-5).
- Lisa und das Fluff. München : Tulipan Verlag, 2017
- Eichhorn und Vogel probieren es mal. Giessen : Brunnen, 2016
- Neu in der Familie: Chamäleon Ottilie. Frankfurt am Main : Sauerländer, 2016
- Professor Murkes streng geheimes Lexikon der ausgestorbenen Tiere, die es nie gab. München : Tulipan Verlag, 2016
- Wilde Typen. München : Tulipan Verlag, 2016
- Der Mondfisch in der Waschanlage, mit Illustrationen von Dorothee Mahnkopf, Tulipan, München 2015,  (ISBN 978-3-86429-216-3).
- Das karierte Hutgespenst. Frankfurt am Main : Fischer Sauerländer, 2015
- Es war einmal ein Marabu, dem flogen alle Herzen zu. Münster : Coppenrath, 2010
- Es war einmal ein Wunderhuhn, das konnte große Wunder tun. Münster : Coppenrath, 2009
- Alles halb so wild. München : Pattloch, 2008
- Ich denk an dich stündlich! München : Pattloch, 2007

## Liens web
- Notices d'autorité :   - VIAF
  - LCCN
  - GND
  - WorldCat
- (de) « Publications de et sur Andrea Schomburg », dans le catalogue en ligne de la Bibliothèque nationale allemande (DNB).
- Ouvrages par ou sur Andrea Schomburg listés par WorldCat
- (de) Andrea Schomburg sur Perlentaucher
- (de) Site officiel